# توماس روبر
توماس روبر هو سياسي أمريكي، ولد في 1760، وتوفي في 15 أبريل 1829.